# Hawaii gyapjasmadarak

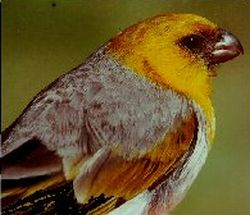
Loxioides bailleui

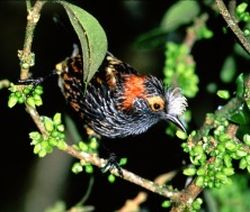
Pirosnyakú gyapjasmadár (Palmeria dolei)

A hawaii gyapjasmadarak (Drepanidinae) a madarak osztályának verébalakúak (Passeriformes) rendjébe, a pintyfélék (Fringillidae) családjába tartozó alcsalád. Korábban külön családnak (Drepanididae) tekintették. 17 nem és 34 faj tartozik a családba.
Az alcsaládba sorolt valamennyi faj a Hawaii-szigeteken honos. Az alcsalád a szigetcsoport egyetlen endemikus madáralcsaládja.

## Rendszerezésük
Az alcsaládba az alábbi nemek és fajok tartoznak.
- Melamprosops Casey & Jacobi, 1974 – 1 faj.
  - Pouli-gyapjasmadár (Melamprosops phaeosoma)
- Paroreomyza  Perkins, 1901 – 3 faj
  - maui gyapjasmadár (Paroreomyza montana)
  - molokai gyapjasmadár (Paroreomyza flammea) – kihalt
  - Oahu-gyapjasmadár (Paroreomyza maculata)

- Oreomystis Stejneger, 1903 – 1 faj
  - kaui gyapjasmadár (Oreomystis bairdi)

- Telespiza Wilson, 1890 – 2 faj.
  - Nihoa-pinty (Telespiza ultima)
  - Laysan-pinty (Telespiza cantans)

- Loxioides Oustalet, 1877 – 1 faj.
  - kékhátú gyapjasmadár (Loxioides bailleui) Videó a fajról[halott link]

- Rhodacanthis Rothschild, 1892 – 2 faj.
  - kis koapinty (Rhodacanthis flaviceps) – kihalt
  - nagy koapinty (Rhodacanthis palmeri) – kihalt

- Chloridops Wilson, 1888 – 1 faj.
  - Kona magtörőpinty (Chloridops kona) – kihalt

- Psittirostra Temminck, 1820 – 1 faj.
  - Ou-gyapjasmadár (Psittirostra psittacea)

- Dysmorodrepanis Perkins, 1919 – 1 faj.
  - aranysárga gyapjasmadár (Dysmorodrepanis munroi) – kihalt

- Drepanis Temminck, 1820 – 2 faj
  - erdei gyapjasmadár, más néven király-gyapjasmadár vagy mamo (Drepanis pacifica) – kihalt
  - barna gyapjasmadár (Drepanis funerea) – kihalt

- Vestiaria  Jarocki, 1821 – 1 faj.
  - Skarlátgyapjasmadár vagy liwi (Vestiaria coccinea) Videó a fajól[halott link]

- Ciridops  Newton, 1892 – 1 faj
  - gyászos gyapjasmadár (Ciridops anna) – kihalt

- Palmeria Rothschild, 1893 – 1 faj.
  - pirosnyakú gyapjasmadár (Palmeria dolei)

- Himatione Cabanis, 1850 – 2 faj.
  - Apapane-gyapjasmadár (Himatione sanguinea)
  - Laysan-gyapjasmadár (Himatione fraithii) – kihalt

- Viridonia Rothschild, 1892 – 1 faj.
  - Hemignathus sagittirostris más néven Viridonia sagittirostris, – kihalt

- Akialoa Olson & James, 1995 - 6 faj
  - hosszúcsőrű gyapjasmadár (Akialoa obscura), korábban (Hemignathus obscurus) – kihalt
  - oahu-i akialoa (Akialoa ellisana), korábban (Hemignathus ellisianus) – kihalt
  - Lanai akialoa (Akialoa lanaiensis), korábban (Hemignathus lanaiensis) – kihalt
  - Kauai akialoa (Akialoa stejnegeri), korábban (Hemignathus kauaiensis) más néven (Viridonia stejnegeri)
  - bankacsőrű akialoa (Akialoa upupirostris) - régen kihalt
  - Maui akialoa (Akialoa sp.) - régen kihalt
  - óriás akialoa (Akialoa sp.) - régen kihalt

- Hemignathus Lichtenstein, 1839 – 5 faj
  - vékonycsőrű gyapjasmadár (Hemignathus wilsoni)
  - óriás nukupuʻu (Hemignathus vorpalis) - régen kihalt
  - Maui nukupuʻu (Hemignathus affinis)
  - fénylő gyapjasmadár (Hemignathus lucidus) – kihalt
  - Kauaʻi nukupuʻu (Hemignathus hanapepe)

- Pseudonestor Rothschild, 1893 – 1 faj
  - kea gyapjasmadár vagy papagájcsőrű gyapjasmadár (Pseudonestor xanthophrys)

- Magumma Mathews, 1925 - 1 faj
  - Magumma parva, korábban Hemignathus parvus más néven Viridonia parva

- Loxops Cabanis, 1847 – 5 faj
  - Loxops caeruleirostris
  - Akepa-gyapjasmadár (Loxops coccineus)
  - Maui akepa-gyapjasmadár (Loxops ochraceus)
  - Oahu-i akepa (Loxops wolstenholmei)  – kihalt
  - Mana gyapjasmadár (Loxops mana), korábban (Oreomystis mana)

- Chlorodrepanis Perkins, 1899 - 3 faj
  - olajzöld gyapjasmadár Chlorodrepanis virens, korábban (Hemignathus virens) más néven Viridonia virens Videó a fajról[halott link]
  - sárga gyapjasmadár (Chlorodrepanis flava), korábban (Hemignathus flavus) más néven (Hemignathus chloris)
  - Kauaʻi ʻamakihi (Chlorodrepanis stejnegeri), korábban (Hemignathus  stejnegeri) más néven (Hemignathus  stejnegeri)